# Rafael Lesmes
Rafael Lesmes, teljes nevén Rafael Lesmes Bobed, néha Lesmes II (Ceuta, 1926. november 9. – 2012. október 8., Valladolid) néhai spanyol labdarúgó, hátvéd.
Testvére, Francisco szintén labdarúgó volt.

## Pályafutása
A Ceután született Lesmes szülővárosában ismerkedett meg a labdarúgással, majd első nagyobb nevű csapata a Real Valladolid volt. Első valladolidi időszaka után a Real Madridhoz igazolt, ahol részese volt a királyi klub első öt BEK-győzelmének, valamint nyert a Reallal négy bajnoki címet is. Madridban nyolc évet töltött, majd visszatért Valladolidba, ahol még két évig játszott, és 1962-ben visszavonult.
Részt vett az 1950-es világbajnokságon, azonban pályára nem lépett. Bemutatkozására a nemzeti csapatban egészen 1955-ig kellett várnia, ekkor egy Franciaország elleni barátságos meccsen kapott lehetőséget. Egy alkalommal játszott még ezen kívül, 1958-ban, Észak-Írország ellen.
Élete nagy része Valladolidhoz kötődött, itt is halt meg, 2012. október 8-án, egy hónappal 86. születésnapja előtt.

## Sikerei, díjai
- Bajnok: 1953-54, 1954-55, 1956-57, 1957-58
- BEK-győztes: 1955-56, 1956-57, 1957-58, 1958-59, 1959-60
- Latin kupa-győztes: 1955, 1957